# 第21期本因坊戦
第21期本因坊戦（だい21きほんいんぼうせん）
囲碁の第21期本因坊戦は、1965年（昭和40年）に挑戦者決定リーグ戦を開始し、1966年4月から本因坊栄寿（坂田栄男）に、藤沢秀行九段が挑戦する七番勝負が行われ、坂田が4連勝で防衛、6連覇を果たした。また坂田は本因坊戦挑戦手合での連勝記録を14に伸ばした。

## 方式
- 参加棋士 : 日本棋院・関西棋院の棋士の初段以上。
- 予選は、日本棋院と関西棋院それぞれで、1次予選、2次予選を行う。
- 挑戦者決定リーグ戦は、前期シード者と新参加4名を加えた8名で行う。
- コミは4目半。
- 持時間は、2次・3次予選は各6時間、リーグ戦は各9時間、挑戦手合は各10時間。

## 経過

### 予選トーナメント
新規リーグ参加者は、前期陥落即復帰の林海峰名人、2度目のリーグ参加の加納嘉徳八段、初参加の榊原章二八段、大竹英雄七段の4名。

### 挑戦者決定リーグ
リーグ戦は前期シードの、前期挑戦者山部俊郎、及び橋本宇太郎、高川格、藤沢秀行と、新参加4名で、1965年11月24日から翌年3月23日までで行われた。藤沢と高川が5勝1敗同士で最終局で対戦し、勝った藤沢が6勝1敗で、15期に続き2度目の本因坊戦挑戦者となった。前年に坂田を破って名人となった林と大竹の「竹林」コンビは揃って陥落となった。

### 挑戦手合七番勝負
坂田本因坊に藤沢秀行が挑戦する七番勝負は1966年4月から開始された。坂田は前年に名人、この1月に日本棋院選手権戦を大平修三に奪われており、藤沢は前年にプロ十傑戦、この年に囲碁選手権戦に優勝して昇り調子で、事前の予想では藤沢がやや有利と見られ、高川格は「藤沢君は最近絶好調。しかし、坂田君はなんと言っても一流の強さがある。やはり七局いっぱいで戦い、最後の握りで黒を持った方が若干有利か」と述べた。
第1局は神奈川県箱根の石葉亭で行われ、序盤で先番藤沢がリードしたが、白番坂田が絶妙のシノギを見せて勝利。第2局は松山市道後の中村旅館で行われ、中盤まで白番藤沢が優勢とされていたが、坂田が強手を連発して逆転し、2連勝。第3局は三重県長島温泉のホテル・ナガシマで行われ、先番藤沢が序盤で左辺から下辺の戦いでうまく打ちまわし、中盤で疑問手が出て中央のに不安定な黒石ができて苦しくなり、210手まで白番坂田が中押勝して、3連勝。
第4局は大分県別府市城島高原のベップニューグランドホテルで行われた。先番坂田に序盤で緩着があり、白番藤沢の手厚い形となり、中盤でも坂田は勝負手を逃し必敗の形勢となる。しかし右上隅の黒地に侵入した白石の攻め合いの手順を間違え、白有利だった攻め合いが逆転してしまい、207手まで先番坂田中推勝ち、また坂田は19、20期に続いて3期連続で4連勝で6連覇を果たし、本因坊戦での連勝記録も14とした。
この年の坂田は、続いて名人戦で林海峰にリターンマッチを挑むが敗れ、王座戦決勝では林を2-1で破って優勝、続く十段戦では高川格に挑戦して3-1で初の十段位獲得を果たしている。
七番勝負（1966年）（△は先番）

## 対局譜

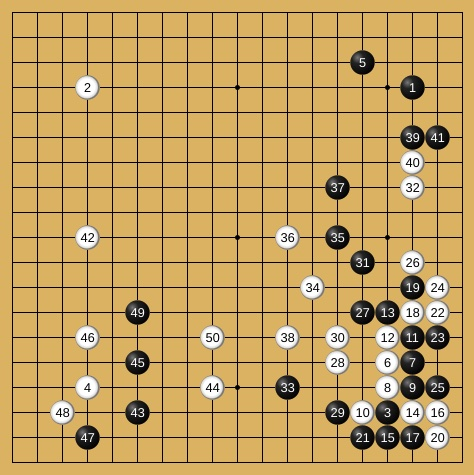
第4局（1-50手目）

「大失着で逆転」第21期本因坊戦挑戦手合七番勝負第4局 1966年5月25-26日 本因坊栄寿(先番)-藤沢秀行九段
黒39はしぶいツメだが、白40で間に合わされて42に回られてはやや疑問。39では左辺に回るのが普通で、41で手抜きも考えられた。49では33の左上に打って白を分断しておくべきで、左下の黒石には心配はない。

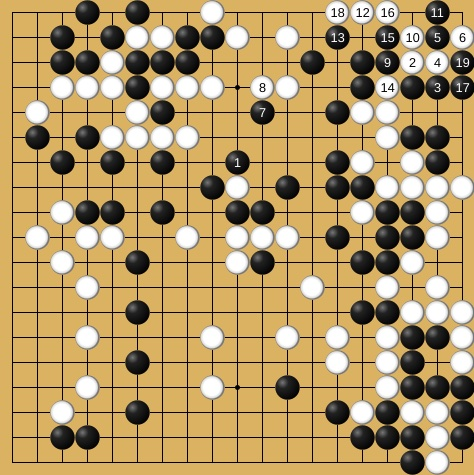
第4局（139-157手目）

黒1(139手目)は中央黒を安全にした手だが、白2で隅を荒らされて自愛のバランスが崩れた。黒5では14にツギ、隅の白を生かしても白の大石の攻めに勝負をかけるしかなかった。黒9では11に打ち、以下隅の攻め合いでコウになるのを選ぶしかなたった。しかし黒13に白14と切ったのが大失着で、この手では白16、黒18を交換してから14と打つべきで、続いて黒15、白14の右下、黒3の下、白1の7、黒15の左、白1の6、黒11の左（2目抜き）、白19で攻め合いは白勝ちだった。実戦は黒15、白16、黒17と打たれて攻め合いが逆転してしまった。坂田は14で16なら投了するつもりだったという。これでも微妙な形勢だったが、藤沢は気落ちしてこの後も正確さを欠いて黒の中押勝ちとなった。

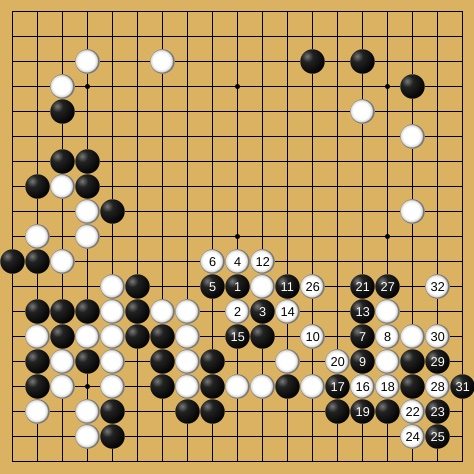
第3局（73-104手目）

「難局を勝利」第21期本因坊戦挑戦手合七番勝負第3局 1966年5月15-16日 本因坊栄寿-藤沢秀行九段(先番)
左辺からの戦いが下辺に拡がり、白番坂田のサバキがやや重くやや立ち遅れた。黒1(73手目)とツケた時の白2が大悪手だったという。黒3の切りに白4、6と左の方に力が入り、黒に右下に先着された。2では単に白4に打ち、黒3に白17と押して形を整えるところ。黒7から13まで黒が攻勢にたった。ここで坂田は2時間57分の大長考で、「やっちゃえ」という掛け声とともにら白14の切り。ここで黒21がチャンスを逃した。白は22、24を利かして26の抱えにまわり、黒27には白32まで、黒が浮石となって白が面白い形勢になった。21では白のダメを詰めて27とハネ、白32に14の右にアテ、白ツギなら黒21の左にツイで、右辺と下辺の白を睨む形を目指すべきだった。この後白は黒の浮き石を攻めながら上辺を厚くし、さらに左辺黒にも攻めかかり優勢を確立した。

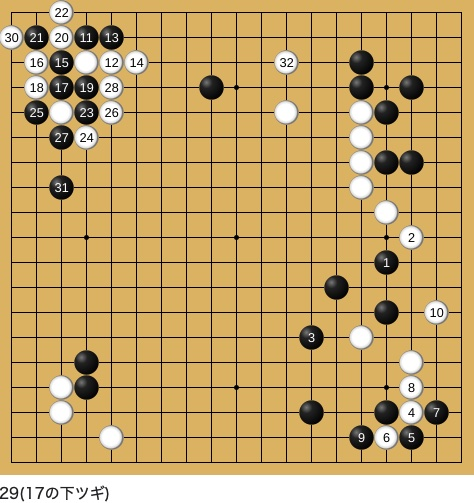
リーグ戦（27-58手目）

「青年名人を破る」第21期本因坊戦リーグ戦 1965年11月24日 林海峰名人-藤沢秀行九段(先番)
前年に坂田を破って新名人となった林は、本因坊戦では2度目のリーグ入り、「竹林」と並び称せられた大竹もリーグ入りとなったが、林は3勝4敗、大竹が2勝5敗とともに陥落となった。林はリーグ初戦で藤沢と対戦。先番藤沢が序盤右上、右下で地を固め、左上隅で黒11(37手目)の利かしに対して白は12、14と手厚く応じ、黒31まで黒が地を稼ぎ、白が上辺を厚くする展開となった。黒は上辺の黒石を捨て石にして、右辺の白を分断して攻め上げ左辺を地にまとめ、黒4目半勝とした。

## 注
1. ↑  『炎の勝負師 坂田栄男2 碁界を制覇』
2. ↑  『本因坊名勝負物語』
3. ↑  『炎の坂田血風録 不滅のタイトル獲得史』